# Чемпіонат України з хокею 2001—2002
Чемпіонат України з хокею сезону 2001—2002 років — було проведено у термін з 15 листопада 2001 року по 10 квітня 2002 року.

## Регламент змагань
Ювілейний, десятий, чемпіонат України розігрувався у двох дивізіонах. У вищій лізі грали шість клубів. За підсумками двоколового турніру, вони визначали п’ятьох учасників наступної стадії змагань. Однак команди, котрі посіли перші дві сходинки турнірної таблиці після першого етапу, напряму потрапляли до 1/2 фіналу плей-оф. Решті учасників матчів на виліт доводилося починати з 1/4 фіналу.
Сім клубів першої ліги, в термін з 25 лютого по 3 березня визначали єдиного учасника плей-оф чемпіону України.
Всі стадії плей-оф тривали до двох перемог однієї з команд.
В чемпіонаті було передбачено серію матчів за третє місце.

## Вища ліга

### Підсумкова таблиця
| Пояснення                              |
| -------------------------------------- |
| Команди, котрі потрапили до 1/2 фіналу |
| Команди, котрі потрапили до 1/4 фіналу |
| Команда, котра припинила боротьбу      |

| Команда              | 1        | 2         | 3       | 4        | 5         | 6         | І  | В | ВО | Н | П | ГЗ | ГП | Різниця | О  |
| -------------------- | -------- | --------- | ------- | -------- | --------- | --------- | -- | - | -- | - | - | -- | -- | ------- | -- |
| «Беркут» Київ        |          | 4:2 2:1   | 5:3 4:3 | -:+ 10:2 | 5:2 12:3  | 12:2 9:1  | 10 | 9 | 0  | 0 | 1 | 63 | 24 | +39     | 27 |
| «Сокіл» Київ         | 2:4 1:2  |           | 6:3 1:3 | 8:2 9:1  | 12:0 10:1 | 10:1 14:0 | 10 | 7 | 0  | 0 | 3 | 73 | 17 | +56     | 21 |
| «Донбас» Донецьк     | 3:5 3:4  | 3:6 3:1   |         | 5:4 +:-  | 3:2       | 6:1 7:4   | 10 | 7 | 0  | 0 | 3 | 41 | 29 | +12     | 21 |
| ХК «Політехнік» Київ | +:- 2:10 | 2:8 1:9   | 4:5 -:+ |          | 5:3 1:4   | 5:3 6:2   | 10 | 4 | 0  | 0 | 6 | 31 | 49 | -18     | 12 |
| ХК «АТЕК» Київ       | 2:5 3:12 | 0:12 1:10 | 2:3     | 3:5 4:1  |           | 12:3 3:5  | 10 | 2 | 0  | 0 | 8 | 32 | 59 | −27     | 6  |
| ХК «Київ»            | 2:12 1:9 | 1:10 0:14 | 1:6 4:7 | 3:5 2:6  | 3:12 5:3  |           | 10 | 1 | 0  | 0 | 9 | 22 | 84 | −62     | 3  |

### Бомбардири
| Гравець           | Команда          | Г  | П  | О  |
| ----------------- | ---------------- | -- | -- | -- |
| Руслан Безщасний  | «Сокіл» Київ     | 10 | 6  | 16 |
| Олег Шафаренко    | «Сокіл» Київ     | 7  | 9  | 16 |
| Віктор Куценко    | «АТЕК» Київ      | 5  | 11 | 16 |
| Микола Коляда-ст. | «АТЕК» Київ      | 10 | 5  | 15 |
| Євген Пастух      | «Беркут» Київ    | 3  | 12 | 15 |
| Артем Гніденко    | «Беркут» Київ    | 8  | 6  | 14 |
| Равіль Юлдашев    | «Сокіл» Київ     | 7  | 7  | 14 |
| Едуард Валіулін   | «Беркут» Київ    | 5  | 9  | 14 |
| Андрій Буточнов   | «Сокіл» Київ     | 7  | 6  | 13 |
| Олег Тимченко     | «Донбас» Донецьк | 6  | 7  | 13 |
| Дмитро Ключко     | «Донбас» Донецьк | 6  | 6  | 12 |

Г = Голи; П = Результативні паси; О = Очки;

## Перша ліга

### Групова стадія
| Пояснення                                         |
| ------------------------------------------------- |
| Команди, котрі потрапили до півфіналу першої ліги |
| Команди, котрі припинили боротьбу                 |

| Команда                | 1   | 2   | 3   | В | Н | П | Ш    | О |
| ---------------------- | --- | --- | --- | - | - | - | ---- | - |
| «Барвінок» Харків      |     | 2:2 | 5:2 | 1 | 1 | 0 | 7-4  | 4 |
| «Хімік» Сєвєродонецьк  | 2:2 |     | 5:5 | 0 | 2 | 0 | 7-7  | 2 |
| «Сонячна Долина» Одеса | 2:5 | 5:5 |     | 0 | 1 | 1 | 7-10 | 1 |

| Команда              | 1    | 2    | 3    | 4    | В | Н | П | Ш     | О |
| -------------------- | ---- | ---- | ---- | ---- | - | - | - | ----- | - |
| «Дружба-78» Харків   |      | 7:0  | 8:1  | 24:0 | 3 | 0 | 0 | 38-2  | 9 |
| «Дніпро» Херсон      | 0:7  |      | 7:3  | 19:2 | 2 | 0 | 1 | 26:12 | 6 |
| ХК «Сміла»           | 1:8  | 3:7  |      | 14:5 | 1 | 0 | 2 | 18-20 | 3 |
| ХК «Гладіатор» Львів | 0:24 | 2:19 | 5:14 |      | 0 | 0 | 3 | 7-57  | 0 |

### 1/2 фіналу
- «Дружба-78» Харків — «Хімік» Сєвєродонецьк 3:1
- «Барвінок» Харків — «Дніпро» Херсон 18:0

### Матч за 3-є місце
- «Хімік» Сєвєродонецьк — «Дніпро» Херсон 9:2

### Фінал
- «Барвінок» Харків — «Дружба-78» Харків 2:0

Перемігши в змаганнях першої ліги, клуб «Барвінок» отримав право зіграти в чвертьфіналі плей-оф вищої ліги.

## Плей-оф

### 1/4 фіналу
- «Донбас» Донецьк - «Барвінок» Харків - 2:0 (15:0, 12:0)
- «Політехнік» Київ- «АТЕК» Київ - 0:2 (4:5, 5:6)

### 1/2 фіналу
- «Беркут» Київ - «АТЕК» Київ - 2:0 (9:0, 8:1)
- «Сокіл» Київ - «Донбас» Донецьк - 2:0 (9:6, 2:1)

### Матч за 3-є місце
- «Донбас» Донецьк - «АТЕК» Київ - 2:0 (5:1, 8:5)

### Фінал
- Беркут Київ - Сокіл Київ  2:1 (2:3, 4:2, 5:4 (по булітах))

## Команда-переможець
| Чемпіон України Беркут Київ | Воротарі: Олександр Федоров, Андрій Каращук, Руслан Терчієв. Захисники: Андрій Савченко, Василь Полоницький, Юрій Лясковський, Олег Благой, Євген Ємельяненко, Павло Гоменюк, Денис Ісаєнко, Василь Горбенко, Сергій Мудрий, Анатолій Хоменко. Нападники: Олександр Панченко, Сергій Рублівський, Едуард Валіулін, Андрій Ніколаєв, Євген Аліпов, Артем Бондарєв, Володимир Єловиков, Євген Пастух, Артем Гніденко, Володимир Дехтяренко, Денис Рябцев, Євген Сиченко, Андрій Воюш. Головний тренер: Сергій Миколайович Лубнін, тренер: Анатолій Андрійович Хоменко. |